# مرکز پزشکی آدونتیس
مرکز پزشکی آدونتیس (به انگلیسی: Adventist Medical Center) بیمارستانی مدیکر، خیریه و همگانی در ایالات متحده آمریکا است که در ۱۸۹۳ میلادی ساخته شد و دارای ۳۰۲ تخت است.